# Andreu Aleu

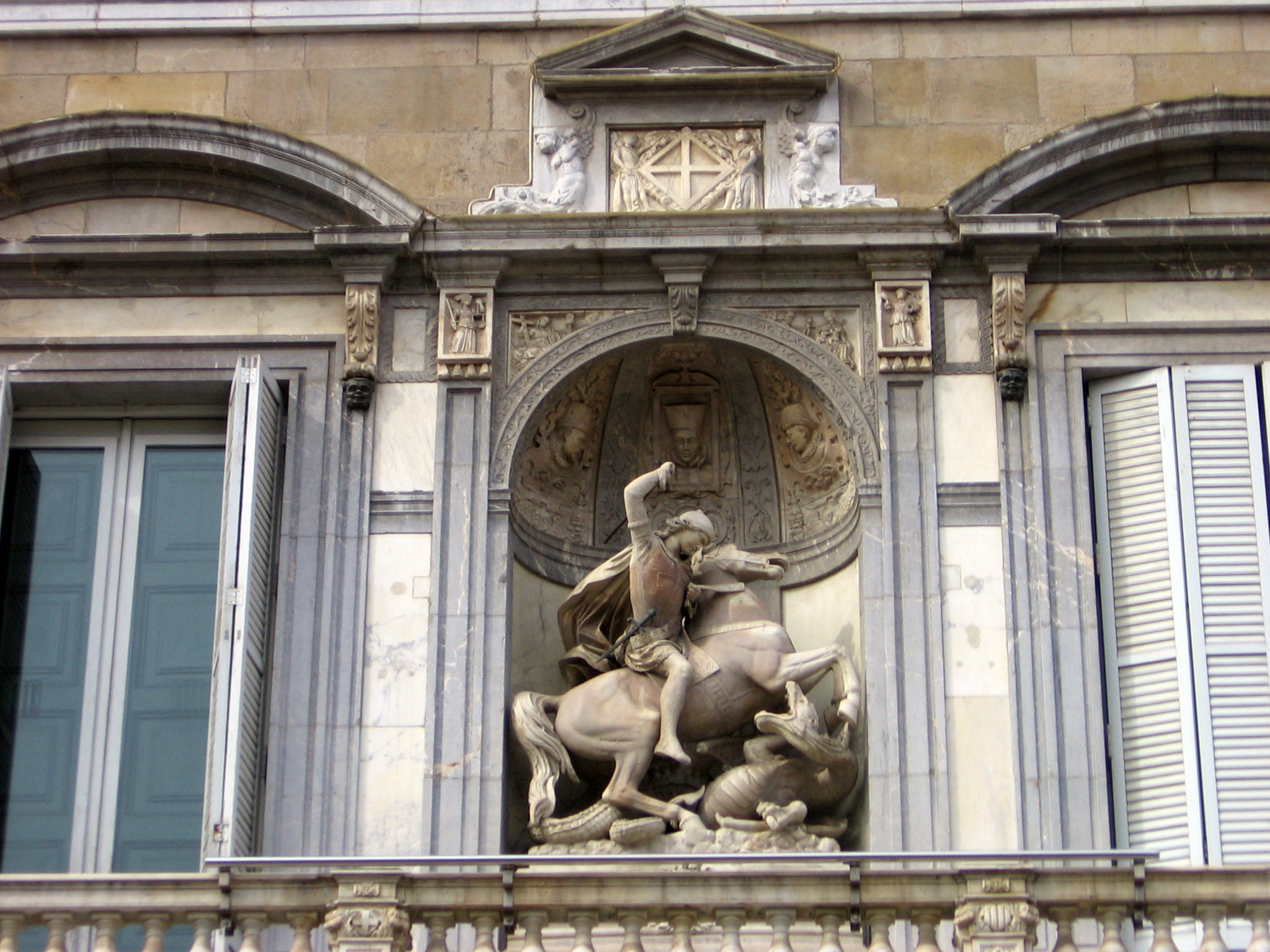
San Jorge (1871), Palacio de la Generalidad de Cataluña.

Andreu Aleu i Teixidor (Tarragona, 1829-San Baudilio de Llobregat, Barcelona, 1900) fue un escultor español.

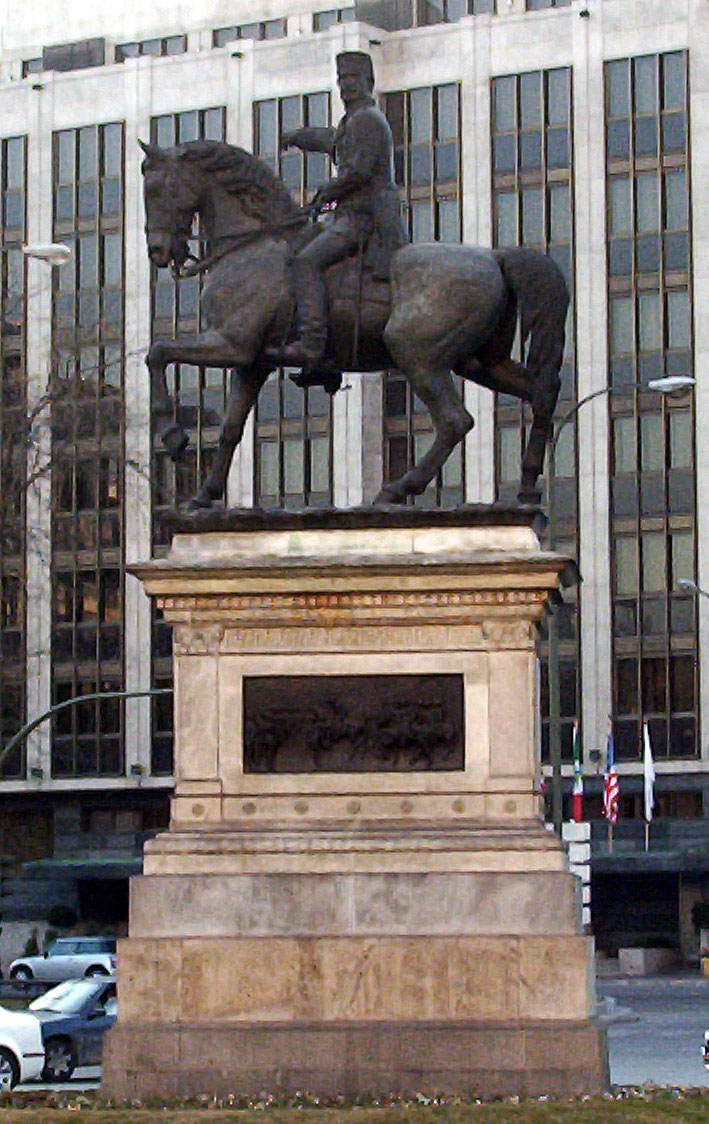
Marqués del Duero por Andreu Aleu en el Paseo de la Castellana de Madrid.

Estudió en Tarragona y en la Escuela de Bellas artes de Barcelona, donde fue discípulo de Damià Campeny.
Obtuvo la medalla de oro en la Exposición Nacional de Madrid del año 1871 por el Sant Jordi que se le encargó en 1860 para la fachada del Palacio de la Diputación Provincial de Barcelona , hoy Palacio de la Generalidad de Cataluña, obra que finalizó en 1872; también por encargo de la Diputación y para colocarlo en el Salón de Sesiones, realizó un retrato en mármol de la reina Isabel II en 1862.

## Obras
- 1857 Busto de Juan Zapatero
- 1858 Profeta Jeremías
- 1861 Fuente en la plaza de "les Neus". Villanueva y Geltrú
- 1876 San José. Iglesia de Mataró
- 1883 Monumento al Marqués del Duero, en el paseo de la Castellana en Madrid
- 1885 Busto del rey consorte Francisco de Asís de Borbón.